# Susan Peters
Susan Peters (eigentlich Suzanne Glidden Carnahan; * 3. Juli 1921 in Spokane, Washington; † 23. Oktober 1952 in Visalia, Kalifornien) war eine US-amerikanische Filmschauspielerin.

## Leben

### Kindheit und Jugend
Suzanne Carnahan wurde als Tochter des Bauingenieurs Robert Houston Carnahan in Spokane geboren. Ihr Vater starb früh bei einem Verkehrsunfall. Da ihre Mutter Abby nicht genug Geld verdienen konnte, um beide zu ernähren, ließ sie das Mädchen ab dem siebten Lebensjahr bei einer Großmutter in Los Angeles aufwachsen.

### Schauspielkarriere
Carnahan besuchte die von Max Reinhardt gegründete Schauspielschule, bis sie von einem Talentscout von MGM entdeckt wurde und eine erste kleine Filmrolle in George Cukors Susan und der liebe Gott (1940) an der Seite von Joan Crawford und Fredric March erhielt. Unter Vertrag genommen wurde sie 1940 jedoch von Warner Bros., wo sie eine ganze Reihe von kleinen Rollen zugeteilt bekam, etwa in Land der Gottlosen (1940) und Schönste der Stadt (1941). Das Studio überzeugte sie auch, ihren Namen in Susan Peters zu ändern, entschied sich 1942 jedoch dafür, ihren Vertrag nicht zu verlängern. Danach landete sie erneut bei MGM, wo ihr 1942 an der Seite von Greer Garson und Ronald Colman der Durchbruch mit dem Melodram Gefundene Jahre in der Rolle der Kitty Chilcet gelang. Für ihre Darstellung einer jungen Frau, die sich in ihren an Amnesie leidenden Stiefonkel verliebt, wurde sie mit dem National Board of Review Award ausgezeichnet und 1943 auch für den Oscar in der Kategorie Beste Nebendarstellerin nominiert. Ebenfalls 1942 lernte sie bei den Dreharbeiten zu Tish den Filmschauspieler und späteren Regisseur Richard Quine kennen, den sie am 7. November 1943 heiratete.

### Jagdunfall und früher Tod
Am 1. Januar 1945 befanden sich Peters und ihr Ehemann Richard Quine auf einer Entenjagd. Beim Versuch, ihre geladene Waffe vom Boden aufzuheben, löste sich ein Schuss. Dieser traf Peters in die Wirbelsäule, was zur Folge hatte, dass sie fortan von der Taille abwärts querschnittgelähmt war. Metro-Goldwyn-Mayer zahlte ihr zwar sämtliche Krankenhauskosten, sah sich jedoch gezwungen, den bestehenden Vertrag aufzulösen.
1946 adoptierten sie und ihr Ehemann einen Jungen, Timothy. Im September 1948 erfolgte die Scheidung. Im selben Jahr versuchte Peters ein Comeback mit The Sign of the Ram, einem Drama, in dem sie das ebenfalls auf einen Rollstuhl angewiesene Oberhaupt einer britischen Familie verkörperte.
Ab 1951 bekam Peters Nierenprobleme und größere Schmerzen. Depressionen und die Selbstaufgabe waren weitere Folgen, die schließlich in einer radikalen Hungerkur gipfelten. Susan Peters starb im Oktober 1952 im Alter von 31 Jahren. Seit 1960 erinnert ein Stern auf dem Hollywood Walk of Fame (1601 Vine Street) an die Schauspielerin.

## Filmografie
- 1940: Susan und der liebe Gott (Susan and God)
- 1940: Young America Flies (Kurzfilm)
- 1940: Money and the Woman
- 1940: Always a Bride
- 1940: Land der Gottlosen (Santa Fe Trail)
- 1941: Schönste der Stadt (The Strawberry Blonde)
- 1941: Hier ist John Doe (Meet John Doe)
- 1941: Here Comes Happiness
- 1941: Scattergood Pulls the Strings
- 1941: Sockaroo (Kurzfilm)
- 1941: Three Sons o’ Guns
- 1942: Der große Gangster (The Big Shot)
- 1942: Tish
- 1942: Dr. Gillespie’s New Assistant
- 1942: Gefundene Jahre (Random Harvest)
- 1942: Personalities (Kurzfilm)
- 1942: Andy Hardy’s Double Life
- 1943: Assignment in Brittany
- 1943: Young Ideas
- 1944: Song of Russia
- 1945: Keep Your Powder Dry
- 1948: The Sign of the Ram
- 1951: Miss Susan (Fernsehserie, zwei Folgen)